# Act Your Age (película)
Act Your Age es una película estadounidense de comedia y drama de 2011, dirigida por Robin Christian, que a su vez la escribió junto a Michael Muhney, musicalizada por Alan Williams, en la fotografía estuvo John Luker y el elenco está compuesto por Michael Muhney, Eddie Jones y Pat Morita, entre otros. El filme fue realizado por Dreamscape Cinema y se estrenó el 1 de abril de 2011.

## Sinopsis
Un joven actor que está desempleado y que no tiene respeto por las personas de la tercera edad, se transforma en un anciano para obtener un papel en una obra de teatro. El trabajo lo fuerza a estar 7 días en un hogar de ancianos, donde se pone a examinar sus alternativas en la vida.